# Galerija Uffizi
Galerija Uffizi (italijansko Galleria degli Uffizi) je muzej umetnosti v Firencah. Stoji v središču Firenc ob reki Arno poleg Piazza della Signoria. Ima eno od najboljših zbirk italijanske umetnosti, ki datira od 13. stoletje vse do 18. stoletja. Je najbolj obiskan italijanski muzej. 
Zgradbo so začeli graditi leta 1560 kot urade (Uffizi) pod Cosimom I. Medičejskim, ki je tukaj razstavil svojo bogato umetniško zbirko. V naslednjih stoletjih so zbirko ves čas dopolnjevali. Leta 1737 so muzejske zbirke prišle v trajno last Firenc, Galerija Uffizi pa se je odprla za javnost. 
Vrhunec zbirke je slikarstvo italijanske renesanse z deli Sandra Botticellija, Leonarda da Vincija, Giambattista Pittonija, Michelangela Buonarrotija, Pierra della Francesce in drugih renesančnih umetnikov.

## Zgodovina
Leta 1560 je Giorgio Vasari začel graditi Galerijo Uffizi kot urade za firenškega vojvodo Cosima I. Končana je bila leta 1580. Od takrat naprej so firenški vojvode tam shranjevali svoje umetniške pridobitve. Prva pot do ustanovitve galerije se je začela že na koncu 16. stoletja, ko so si lahko nekateri ljudje z dovoljenjem ogledali galerijo. Ana Maria Luisa, zadnja iz družine Medičejcev, je galerijo Uffizi, tako kot tudi številne druge mestne znamenitosti, zapustila meščanom Firenc. Uradno je stavba postala umetnostni muzej leta 1765.
V naslednjih letih je muzej svojo zelo veliko zbirko razdelil med druge muzeje v mestu, npr. Bargellu in muzeju Galleria dell'Accademia, konec 18. stoletja pa je z odprtjem Palatinske galerije muzej predal še večino Rafaelovih slik. Danes je Galerija Uffizi najstarejša galerija na svetu.

## Zbirka
Muzej obsega več kot 1800 razstavljenih slik v 45 sobah. Na glavnem hodniku v obliki črke U so grški in rimski klasični kipi. V prvih šestih sobah so slike Giotta (Pieta), Simona Martinija (Oznanjenje), Pierra della Francesce (Portret vojvode in vojvodinje Urbina), Paola Uccella (Bitka pri San Romanu), Filippa Lippija. V sobah 10-14 so slike Botticellija (Poklon kraljev, Pomlad, Rojstvo Venere) in njegovih učencev. Zbirka se nadaljuje z Leonardom da Vincijem (Oznanjenje) in Peruginom. Manieristična dela in umetnost visoke renesanse je v sobah 25-32 - (Tizianova Urbinska Venera, Michelangelova Sveta družina).

## Incidenti
Sicilijanska mafija je 27. maja 1993 v Via dei Georgofili izvedla eksplozijo avtomobilske bombe in poškodovala dele palače ter ubila pet ljudi. Eksplozija je uničila pet umetniških del in jih poškodovala še 30. Nekatere slike so bile v celoti zaščitene z neprebojnim steklom. Najhujša škoda je bila v Niobini sobi ter na klasičnih skulpturah in neoklasicistični notranjosti (ki je bila od takrat obnovljena), čeprav so bile njene freske po popravilu poškodovane.
V začetku avgusta 2007 so Firence doživele močno nevihto. Galerija je bila delno poplavljena, voda je tekla skozi strop, obiskovalce pa so morali evakuirati. 
Leta 1966 je bila mnogo pomembnejša poplava, ki je močno poškodovala večino umetniških zbirk v Firencah, vključno z nekaterimi deli v galeriji Uffizi.

## Ključna dela
- Cimabue: Madona na prestolu Maestà
- Duccio: Rucellaijeva Madona
- Giotto: Ognissanti Madona, Poliptih iz Badie
- Simone Martini:  Oznanjenje
- Ambrogio Lorenzetti:  Predstavitev v templju
- Gentile da Fabriano,  Poklon Treh kraljev
- Paolo Uccello: Bitka pri San Romanu
- Rogier van der Weyden, Objokovanje Kristusa
- Filippo Lippi: Marija z otrokom, Marijino kronanje
- Piero della Francesca: Diptih Federico da Montefeltro in Battista Sforza
- Andrea del Verrocchio: Kristusov krst
- Hugo van der Goes: Portinarijev oltar
- Sandro Botticelli: Pomlad,  Venerino rojstvo,  Poklon Svetih treh kraljev 1475 in druge
- Michelangelo: Sveta družina (Doni Tondo)
- Leonardo da Vinci: Oznanjenje,  Poklon Svetih treh kraljev
- Piero di Cosimo: Perzej osvobodi Andromedo
- Albrecht Dürer:  Poklon Svetih treh kraljev
- Raffaello Santi: Madona s ščinkavcem, Portret Leona X.
- Tizian: Flora, Urbinska Venera
- Parmigianino: Madona z dolgim vratom
- Caravaggio: Bakh,  Žrtvovanje Izaka, Meduza
- Artemisia Gentileschi:  Judita ubija Holoferna
- Rembrandt: Avtoportret mladega moža, Avtoportret starega moža, Portret starca